# Iyasu V.

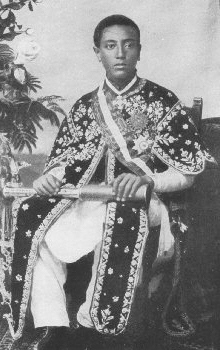
Iyasu V.

Iyasu V. (auch Jesus V., äthiop. ኢያሱ፭ኛ, Titel: Lij („Lidsch“ = Prinz) und Abeto (Fürst); * 4. Februar 1897; † 25. November 1935) war ungekrönter Kaiser von Äthiopien vom 12. Dezember 1913 bis 27. September 1916, zuvor schon Regent 1910/11 bis 1913, nach seiner Absetzung 1916 weitgehend machtloser Gegenkaiser bis 1921.

## Thronfolge und Machtkämpfe

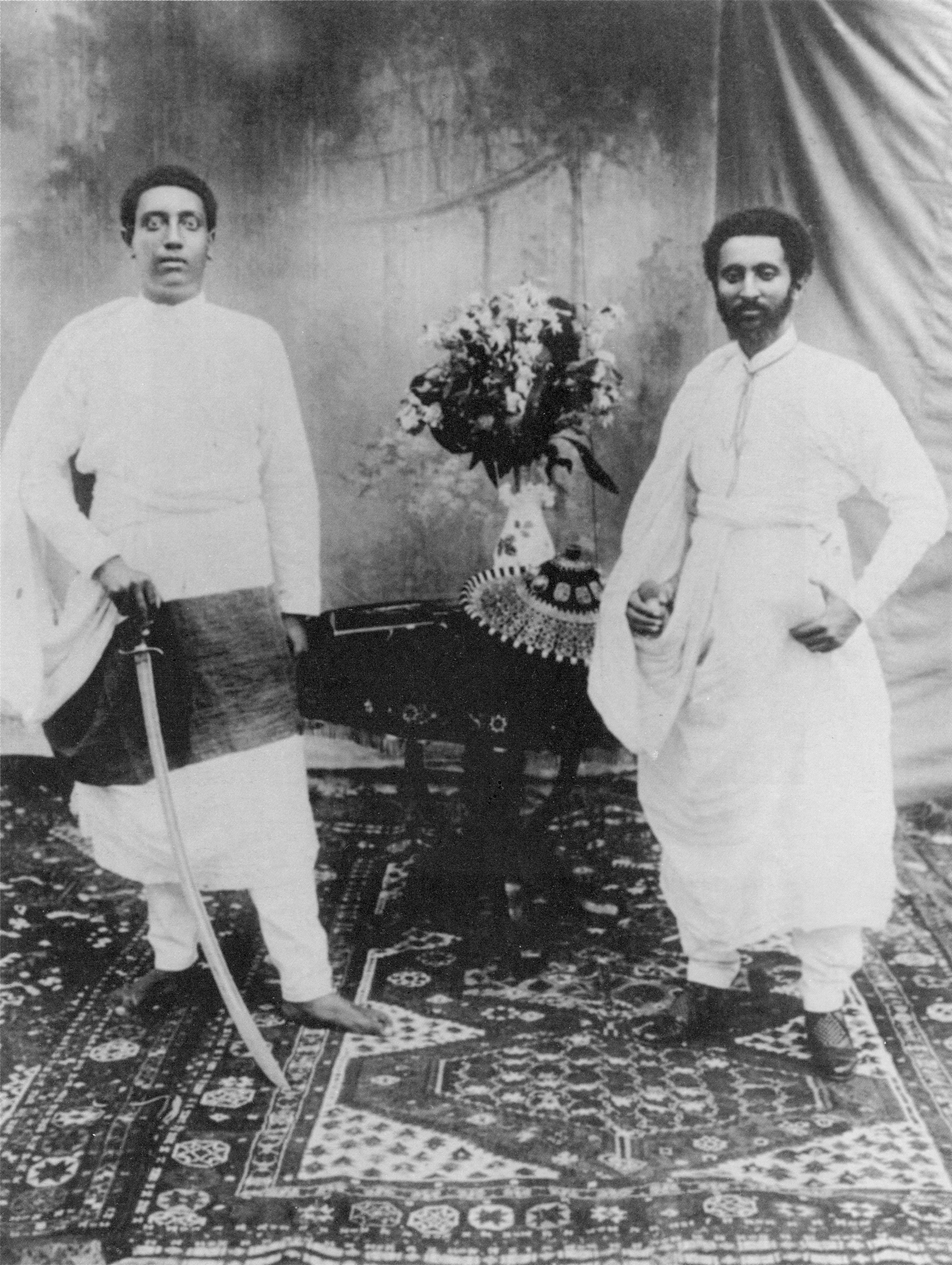
Iyasu (links, mit Schwert) mit Dejazmach Tafari, dem späteren Kaiser Haile Selassie (ca. 1915)

Iyasus Großvater und Vorgänger Menelik II. erlitt während seiner letzten Lebensjahre mehrere Schlaganfälle, bevor er 1913 verstarb. Zu Beginn seiner langen Krankheit ernannte er 1909 seinen Enkel zu seinem rechtmäßigen Erben. Der junge Iyasu befand sich in einer schwierigen Lage: Er war ein Sohn des Ras Mika’el, eines bedeutenden Oromo-Fürsten. Sein Vater war der Schwiegersohn Meneliks (ein früherer Muslim, der von Yohannes IV. zwangsbekehrt worden war) und Landesfürst aus Wollo, aus einer äthiopischen Linie des Propheten Mohammed. Wegen seiner Herkunft hatte Iyasu bei den Adeligen aus Shewa einen nur bedingten Rückhalt. 1910, nach der Entmachtung der De-facto-Regentin Taytu Betul, der Frau seines gelähmten Großvaters, übernahm er zunächst zusammen mit dem von Menelik eingesetzten Regenten Ras Tesemma die Regierung. Nach dessen überraschendem Tod übernahm er 1911 die volle Regentschaft. Trotz seiner De-facto-Stellung als König (Negus) Iyasu V. (Mai 1911) erklärte er deshalb schon im August 1911 vorsichtig, die Regierungsgeschäfte bis zum Tode Meneliks weiterhin dem Premierminister seines Großvaters zu überlassen, der seit 1910 den wesentlichen Anteil an der Regierung hatte.
Schon 1910 und 1911, also in der Frühzeit seiner Regentschaft, gab es deshalb bewaffnete Auseinandersetzungen zwischen den Anhängern Iyasus und jenen von Meneliks Frau Taytu Betul und anderer schoanischer Führungsgestalten. Beim Tod des Großvaters 1913 war Iyasu gerade einmal 16 Jahre und noch immer nicht offiziell zum Kaiser (König der Könige = Neguse Negest) gekrönt. Aufgrund von Prophezeiungen und politisch-taktischer Überlegungen verschob er seine Krönung selbst; zunächst ließ er seinen Vater Ras Mika’el im Mai 1914, also kurz nach dem Tod des Kaisers, mit der originalen Kaiserkrone zum Negus von ganz Nordäthiopien krönen (Tigray und Wollo). Das Ziel war, dass sich damit seine Herrschaftslegitimität auf zwei Könige zurückführen ließe, nicht nur den von Shewa, sondern auch den von Wollo. Dies war Ausdruck und Bestandteil einer Politik, mit der er das Machtgefüge innerhalb Äthiopiens veränderte. Die bisher die Staatsmacht dominierenden Eliten von Shewa mussten diese sukzessive an andere Regionalfürsten und Regionen abgeben. Damit versuchte der junge Herrscher, den Realitäten Äthiopiens entsprechend die Macht gleichmäßiger als zuvor zu verteilen (feudal-föderales Modell). Fürsten und Beamte mit anderen ethnischen Hintergründen, darunter auch Muslime, erhielten damit einen erheblichen Bedeutungszuwachs.
Zu Beginn des Ersten Weltkrieges sympathisierte Iyasu mit dem Deutschen Reich, Österreich-Ungarn (Mittelmächte) und dem (pan)islamischen Osmanischen Reich. Als Gründe werden pro-islamische Gefühle oder der Wunsch eines eigenen Zuganges zum Meer genannt, der bislang von den benachbarten englischen, französischen und italienischen Kolonien versperrt war.

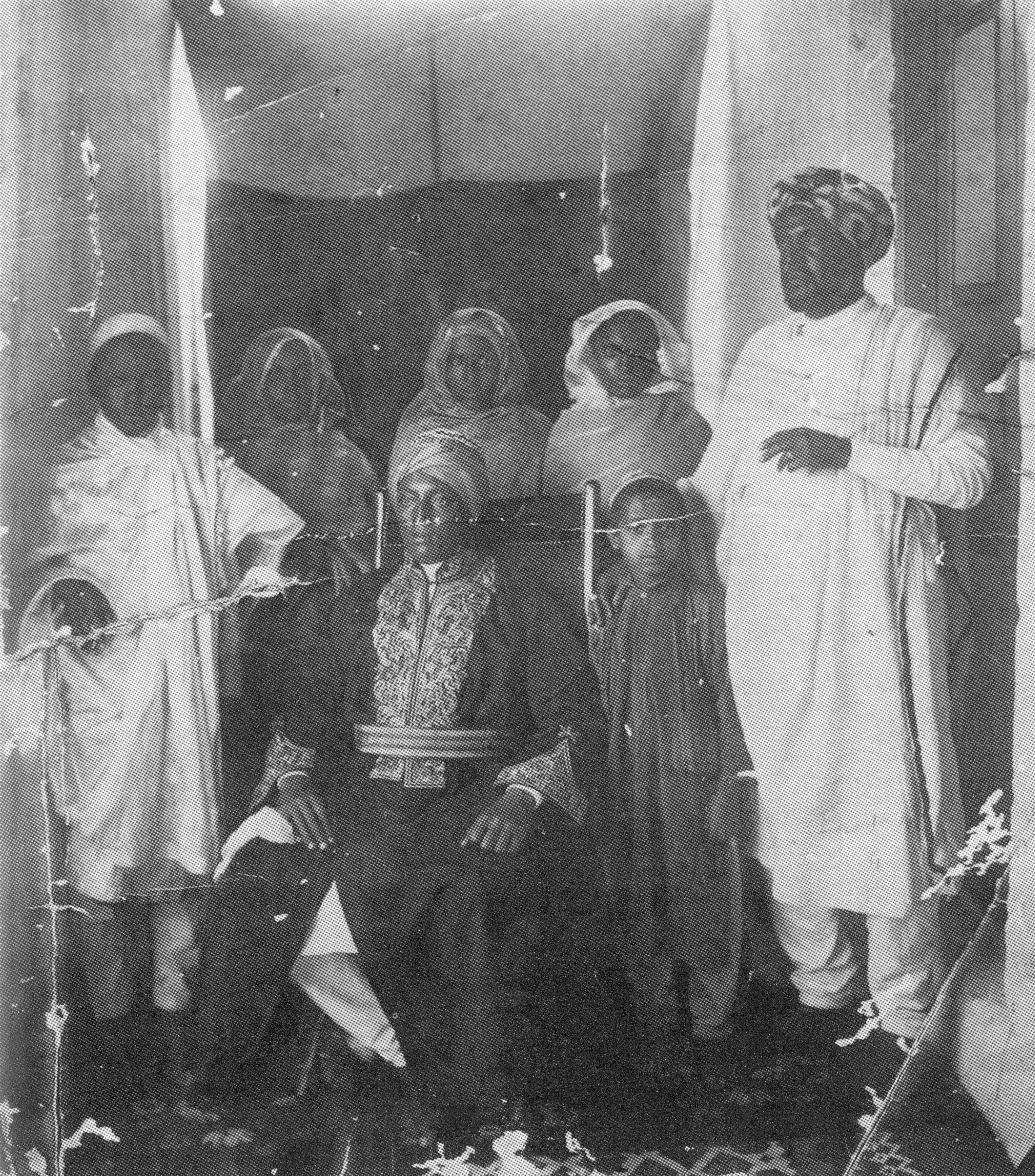
Iyasu mit einem Turban, einer traditionell muslimischen Kopfbedeckung

Ob der Vorwurf orthodoxer Christen und britischer Propaganda, Iyasu sei zum Islam konvertiert und hätte eine Machtverschiebung zugunsten der schneller wachsenden muslimischen Bevölkerung beabsichtigt, zutrifft, bleibt umstritten; eine formelle Konversion hat es zumindest nicht gegeben. Die von ihm in Auftrag gegebenen und von Zeitgenossen verfassten Chroniken sind in der italienischen Besatzungszeit vernichtet worden, Haile Selassie wiederum „korrigierte“ später dieses Kapitel der Geschichtsschreibung und machte Iyasu zur „Unperson“.

## Erster Weltkrieg und Sturz
Ende 1915 folgte Iyasu dem deutschen Drängen und dem Aufruf des türkisch-osmanischen Sultan-Kalifen zum „Heiligen Krieg“. Zuvor hatte es zwei vergebliche Versuche von deutsch-türkischer Seite gegeben, getarnte Missionen über das Rote Meer nach Äthiopien zu senden, deren Zweck es war, den Kriegseintritt Äthiopiens auf Seiten der Mittelmächte zu befördern. Die erste Mission im Februar 1915 stand unter Leitung des Ethnologen Leo Frobenius, die zweite im Juni 1915 unter Leitung von Salomon Hall. Beide Missionen wurden jedoch durch die Italiener in Eritrea abgefangen. Außerdem versuchte der deutsche Gesandte in Addis Abeba, Friedrich Wilhelm Karl von Syburg, Äthiopien mit Versprechungen auf künftige Gebietsgewinne am Roten Meer zum Kriegseintritt zu bewegen. Anfang 1916 erschienen deutsche U-Boote vor Eritrea, und auch nach Äthiopien geflohene somalische Rebellen bzw. Abgesandte des somalischen Derwisch-Aufstandes innerhalb des von Briten beanspruchten Territoriums erhielten deutsche Waffen. Statt der Küste zum Roten Meer oder Somalia ließ er jedoch den anglo-ägyptischen Südsudan angreifen. Dort hatten deutsche Agenten parallel einen Aufstand christlicher Afrikaner sowie muslimischer Darfuris inszeniert, während pro-türkische Senussi aus Libyen durch Ägypten in den Nordsudan vorstoßen sollten. Iyasus Unternehmen scheiterte jedoch schon im Anfang, seine deutlich unterlegenen äthiopischen Truppen wurden im Mai rasch geschlagen. Die Alliierten sahen ihn folgerichtig als Feind, anglo-ägyptische Truppen stießen im Gegenzug rasch und unaufhaltsam auf Addis Abeba vor.
Parallel dazu fachten britische Agenten im September unter den Adeligen von Shewa eine Rebellion gegen ihn an. Iyasu und sein Vater wurden im Oktober 1916 in der Schlacht von Segale, nördlich Addis Abeba, geschlagen. Bis 1917 hielt er sich in seiner Residenz Harar auf. Iyasu wurde noch vor seiner eigentlichen Krönung vertrieben und schließlich nach Jahren der Flucht als von nur noch wenigen Bevölkerungsteilen (insbesondere den Afar des Awsa-Sultanates) anerkannter Gegenkaiser 1921 inhaftiert. Während des Putsches wurde 1916 beschlossen, dass Iyasus Tante Zewditu neue Kaiserin sein sollte. Iyasus Cousin Tafari Mekonnen (Haile Selassie), der Sohn des Ras Mekonnen, wurde zum Regenten und Thronfolger ernannt, konnte aber erst 1928 König (Negus) werden und erst nach Zewditus Tod 1930 zum Kaiser gekrönt werden. 1936 ging Haile Selassie ins britische Exil (bis 1941), nachdem italienische Invasionstruppen mit modernen Kampfmitteln wie Panzern und Giftgas den Widerstand der äthiopischen Streitkräfte in der Entscheidungsschlacht von May-Chew gebrochen hatten (Abessinienkrieg). Es kursieren verschiedene Versionen über Iyasus Tod, darunter eine, die Haile Selassie unterstellt, er habe unmittelbar vor seiner Flucht nach der verlorenen Schlacht veranlasst, Iyasu töten zu lassen, um zu verhindern, dass die faschistischen Eroberer diesen als Marionetten-Herrscher einsetzen konnten. Iyasus Tod wurde erst nach dem Sieg der Italiener 1936 bekanntgegeben, da sie bis zuletzt auf die Unterstützung durch dessen letzte Anhänger gehofft hatten.

## Nachkommen und Iyasuisten
Sein Sohn Lij Engeda Eshet Iyasu (1914–1938) wurde von äthiopischen Patrioten 1937 gegen die Italiener zum Kaiser ausgerufen, starb aber 1938 als Guerillero an Malaria. Auch Lij Iyasus Söhne Lij Girma Iyasu (1914–1941, vergiftet in Kenia), Lij Tewodros Iyasu (1915–1941) und Dejazmatch Yohannes Iyasu (1914–1977) kämpften im Land gegen die Italiener, dennoch wurden Dejazmatch Yohannes und Iyasus Sohn Lij Mesfin Iyasu bei der Rückkehr Haile Selassies inhaftiert und erst beim Sturz Haile Selassies 1974 von der Militärjunta freigelassen. Beim Sturz der Militärjunta proklamierte sich Lij Mesfin 1991 zum Kaiser, ohne bis zu seinem Tod 1999 Rückhalt unter den Monarchisten gefunden zu haben. Sein jüngster Sohn Menilek Iyasu (von manchen Menilek III. genannt), der als Muslim bei den Afar in Djibouti aufwuchs, wollte sich zuletzt dem Widerstand gegen die Italiener anschließen, wurde dann aber vom zurückgekehrten Haile Selassie unter Hausarrest gesetzt, aus dem er erst 1991 freikam. Noch heute erheben Nachfolger Iyasus Anspruch auf den Thron Äthiopiens, so z. B. Dejazmatch Yohannes’ Sohn Girma Yohannes Iyasu.